# 古杉天神流
古杉天神流（こすぎてんしんりゅう）とは、古杉米蔵が開いた棒術流派。天神真楊流柔術を併伝していた。

## 歴史
古杉米蔵は、天神真楊流柔術より棒術を編みだし、1888年（明治21年）、「古杉天神流」と名付けて流儀を開き、天神真楊流柔術と古杉天神流棒術を指導した。
古杉は昭和に入ると大阪に移住したが、古杉天神流は徳島県で伝承された。

## 系譜
- 古杉米蔵（天真堂柳風斎）
  - 八木天真堂柳雲斎
    - 八木将裕

  - 藤本丈太郎
  - 栗須麗山